# باباجان (مقاطعة دلفان)
باباجان (بالفارسية: باباجان) هي قرية تقع في Nurabad Rural District في إيران. يقدر عدد سكانها بـ 678 نسمة بحسب إحصاء 2016.